# 機動戦士ガンダム0079
『機動戦士ガンダム0079』（きどうせんしガンダム ダブルオーセブンティナイン）は、近藤和久によるガンダムシリーズの漫画作品。

## 概要
1992年にバンダイより出版されたコミック誌『サイバーコミックス』にて連載が開始された。同誌の休刊後は後継誌である『MS SAGA』（3号までバンダイ、以降メディアワークス刊）で連載、『MS-SAGA』休刊後は『月刊電撃コミックガオ!』増刊へと移行、増刊休刊後は『月刊電撃コミックガオ!』本誌に移行、『月刊電撃コミックガオ!』休刊後は『電撃大王』へと移行し、2005年に完結した。
テレビアニメ『機動戦士ガンダム』のストーリーを元に描かれているが、ホワイトベース隊以外の連邦軍が勇戦するなど、オリジナル要素が追加されている。特にメカデザインに関しては大幅に変更されており、多数の新デザインやモビルスーツバリエーションのモビルスーツ、更に航空兵器など全般にわたり独自解釈が加わっている。また同作者の漫画『MS戦記 機動戦士ガンダム0079外伝』のキャラクターも登場する。
なお、題名の『機動戦士ガンダム0079』とは、OVA『機動戦士ガンダム0080 ポケットの中の戦争』以降ガンダムシリーズで定番となった作品の舞台となる宇宙世紀の年を付記した題名表記であり、本作以外にもゲームブックやテレビゲーム作品での使用例があるが、一年戦争を題材としている以外は関連性はない。

## 書誌情報
- 原作：矢立肇 / 富野由悠季 作画：近藤和久 『機動戦士ガンダム0079』 メディアワークス〈電撃コミックス GUNDAM COMIC SERIES〉 全12巻
  1. 1994年10月13日発売、ISBN 4-07-301990-2
  2. 1995年2月23日発売、ISBN 4-07-302669-0
  3. 1995年9月27日発売、ISBN 4-07-303717-X
  4. 1996年4月5日発売、ISBN 4-07-304510-5
  5. 1997年9月27日発売、ISBN 4-07-307000-2
  6. 1998年12月16日発売、ISBN 4-07-310663-5
  7. 2000年3月27日発売、ISBN 4-8402-1507-3
  8. 2001年6月1日発売、ISBN 4-8402-1854-4
  9. 2002年7月27日発売、ISBN 4-8402-2129-4
  10. 2003年9月27日発売、ISBN 4-8402-2498-6
  11. 2004年11月27日発売、ISBN 4-8402-2863-9
  12. 2005年11月26日発売、ISBN 4-8402-3254-7